# Evan Ziporyn

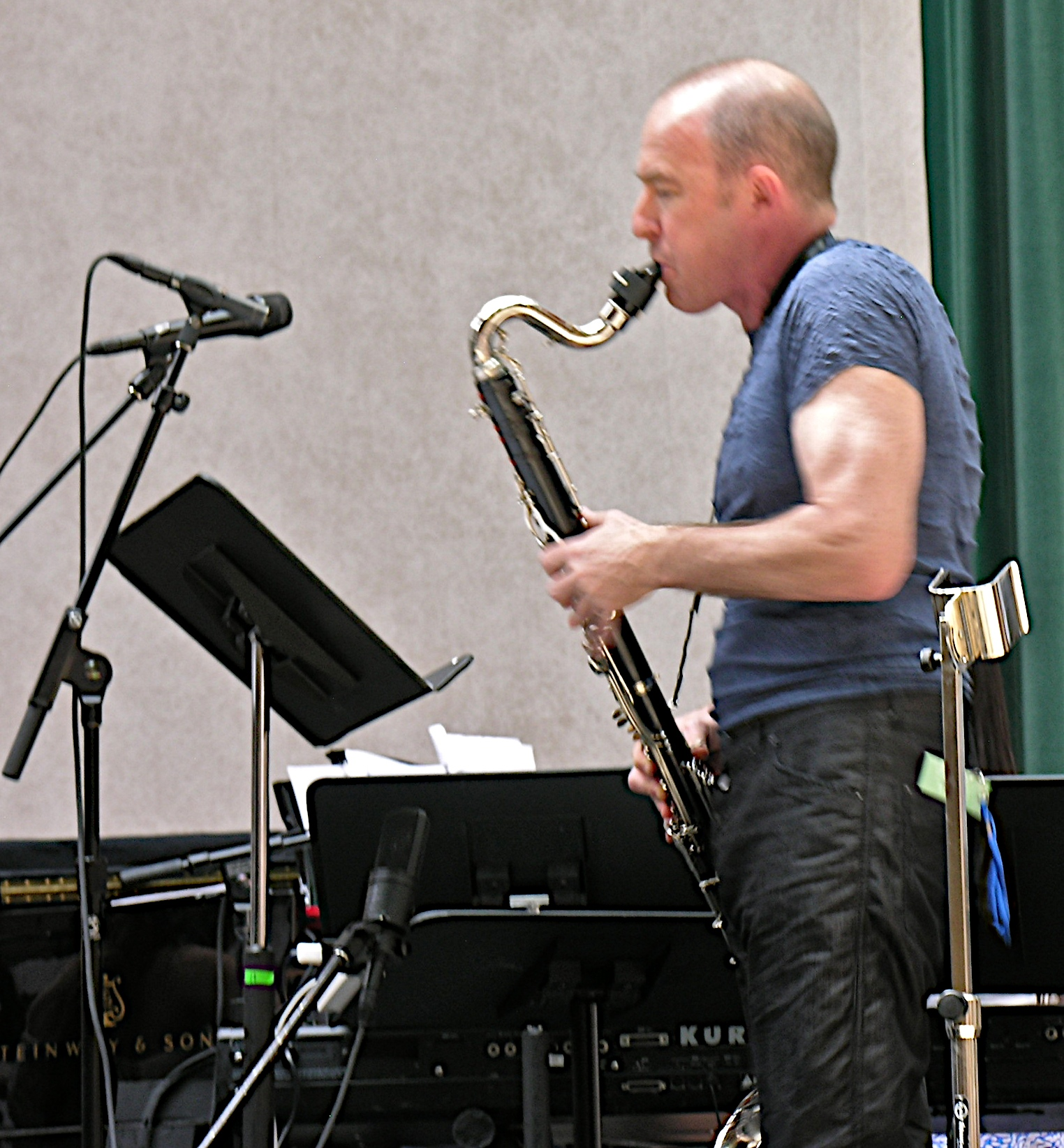
Evan Ziporyn

Evan Ziporyn (Chicago, Illinois, 14 de diciembre de 1959) es un compositor estadounidense de música post-minimalista con una orientación intercultural e influencias como la música clásica, avant-garde, world music y jazz. Ha compuesto para varios ensambles, incluyendo orquesta sinfónicas, ensambles de viento, grupos de cámara, solos, y algunas veces involucra la música electrónica. Tiene un interés particular por el Gamelán, que es la orquesta que se lleva a cabo en Indonesia, para la cual ha compuesto numerosas piezas, combinando instrumentos del oeste. También es muy conocido por sus presentaciones solo, tocando el clarinete y el clarinete bajo; también toca el gender wayang y otros instrumentos de Bali, el saxofón, piano y teclado. Es director y profesor distinguido de música de la facultad del centro de arte, ciencia y tecnología del Instituto Tecnológico de Massachusetts. En esta universidad, dirige gamelán (la orquesta de Indonesia) Galak Tika, un ensamble que creó en 1993 formada por un grupo de 30 estudiantes del MIT, personal y miembros de la comunidad, con interés de estudiar y presentar nuevos trabajos para el gamelán. En 1992, formó la banda Bang on a Can All-stars con quienes se presentó y grabó hasta el 2012. También fue miembro de Steve Reich and Musicians, con quienes compartió un Premio Grammy en 1998 por ser la mejor presentación de música de cámara. Actualmente es miembro de Eviyan Trio, con la violinista/vocalista checa Iva Bittová y el guitarrista americano Gyan Riley.
Ha lanzado discos en Cantaloupe, New Albion, Nuevo Mundo, Victo, Airplane Ears, y CRI Emergency Music. Sus obras también han sido grabadas en las discografías Naxos, Koch, Innova, y World Village. Como músico, ha grabado para Nonesuch, Sony Classical, y Point Music, entre otros. Ha compuesto música para distintos ensambles de todo el mundo, incluyendo a Yo-Yo Ma, Silk Road Project, American Composers Orchestra, Boston Modern Orchestra Project, Kronos Quartet, Brooklyn Rider, Ethel, chelista Maya Beiser, Netherlands Wind Ensemble, MIT Wind Ensemble, Gamelan Sekar Jaya, Sentieri Selvaggi, Gamelan Salukat, y Gamelan Semara Ratih.
En el 2007, Evan Ziporyn fue nombrado Walker Fellow de Estados Unidos por los artistas de ese mismo país, una fundación dedicada a la promoción y el apoyo de artistas vivos de América.
Actualmente vive en Lexington, Massachusetts, con la compositora Christine Southworth. Es hermano de Brook Ziporyn y Terra Ziporyn Snider. Tiene dos hijos, Leonardo Ziporyn y Ava Ziporyn.

## Carrera
Ziporyn estudió en las universidades Eastman, Yale y UC Berkeley junto con Joseph Schwantner, Martin Bresnick y Gerard Grisey. Primero viajó a Bali en 1981 y estudió con Madé Lebah, informante musical de Colin McPhee en la década de 1930. Ziporyn regresó en 1987.
Unos meses antes, presentó un solo de clarinete en First Bang on a Can Marathon en Nueva York.
Su relación con BOAC continuó durante 25 años: en 1992, cofundó a la Bang on a Can All-stars (Ensamble americano de música del año 2005), con la que recorrió el mundo y compuso más de 100 obras por encargo, trabajando junto con Nik Bartsch, Iva Bittova, Don Byron, Ornette Coleman, Brian Eno, Philip Glass, Meredith Monk, Thurston Moore, Terry Riley y Tan Dun. En 1996, coprodujo su grabación seminal de Music for Airports escrita por Brian Eno, y en el 2012, grabó Big Beautiful Dark & Scary. Dejó al grupo en el otoño de ese mismo año para formar la banda "Eviyan" junto con Iva Bittová y Gyan Riley, con quienes actualmente realiza conciertos y graba con regularidad. En el otoño del 2013, fundó un grupo dedicado a la música del compositor británico Steve Martland.
Ziporyn formó parte de la facultad del MIT en el año 1990. Ahí fundó Gamelan Galak Tika 3 años después y comenzó una serie de composiciones para instrumentos gamelanes y del oeste. Esto incluyó tres obras con una duración de tres noches, en el 2001 ShadowBang, en el 2004 Oedipus Rex en el teatro de repertorio americano (Robert Woodruff, director), y en el 2009 A House in Bali, una ópera que une a cantantes del oeste con bailarines tradicionales balineses, y a los All-stars con un gamelán completo. Ese verano, se realizó el estreno mundial en Bali y su estreno en Nueva York en  BAM Next Wave  en octubre de 2010 .
Como clarinetista, Ziporyn grabó la versión definitiva del multi-clarinete de New York Counterpoint escrita por Steve Reich en 1996. En el 2001, su disco de solo de clarinete, This is Not A Clarinet, hizo que se crearan listas de los mejores diez del país. Sus composiciones han sido requeridas por Yo-Yo Ma's Silk Road Ensemble, Kronos Quartet, American Composers Orchestra, Maya Beiser, So Percussion, Wu Man, y The Boston Modern Orchestra Project, con quienes grabó dos discos, Frog's Eye (2006) y Big Grenadilla/Bombay(2012). Sus honores incluyen premios del Consejo Cultural de Massachusetts (2011), The Herb Alpert Foundation (2011), USA Artists Walker Fellowship (2007), MIT's Kepes Prize (2006), Academia Estadounidense de las Artes y las Letras, Goddard Lieberson Fellowship (2004), así como las comisiones de Meet the Composer/Commissioning Music EUA y el Rockefeller MAP Fund. Las grabaciones de sus discos han sido publicadas en Cantaloupe, Sony Classical, New Albion, New World, Koch, Naxos, Innova, y CRI.
Es el profesor distinguido de Kenan Sahin en el MIT. También se desempeña como director inaugural del nuevo centro del MIT para el Arte, la Ciencia y Tecnología.

## Grabaciones
- Eviyan Live

noviembre de 2013, Victo Records
Iva Bittová (violín/voz), Gyan Riley (guitarra), Evan Ziporyn (clarinete/clarinete bajo)
composiciones e improvisaciones por Bittova, Riley, y Ziporyn
- In My Mind and In My Car

octubre de 2013, Airplane Ears Music
Clarinete / clarinete bajo ejecutado por Evan Ziporyn
Electrónicos y composición por Christine Southworth y Evan Ziporyn
- Big Grenadilla / Bombay

abril de 2012, Cantaloupe Records
Big Grenadilla (Evan Ziporyn, clarinete bajo)
Bombay (Sandeep Das, tabla)
Boston Modern Orchestra Project, Gil Rose, conductor
- Frog's Eye

octubre de 2006, Cantaloupe Records
ejecutado por "Boston Modern Orchestra Project".
Frog's Eye, "The Ornate Zither and the Nomad Flute" (Anne Harley, soprano), canto de guerra , Drill
- Typical Music

noviembre de 2005, New Albion Records
Pondok (Sarah Cahill, piano)
Typical Music (Arden trío)
Ngaben (Gamelán Galak Tika con/ el conservatorio de la filarmonia "Dante Anzolini" de Nueva Inglaterra, director)
- Shadowbang

junio de 2003, Cantaloupe Records
"Bang on a Can All-Stars" con Wayan Wija, dalang
- This is Not a Clarinet

julio de 2001, Cantaloupe Records
Partial Truths
Cuatro imitaciones: Honshirabe, Pengrangrang Gede, Thum Nyatiti, Bindu Semara
"Three Island Duos" por Michael Tenzer
Press Release by David Lang
- Evan Ziporyn: Gamelan Galak Tika

mayo de 2000, New World Records
Amok
Tire Fire
- Animal Act

CRI Emergency Music 1993
What She Saw There
Tree Frog
Waiting by the Phone
Walk the Dog
- American Works for Balinese Gamelan

New World Records 1993
Banyuari de Michael Tenzer, Situ Banda de Michael Tenzer, Khayalan Tiga de Wayne Vitale, Aneh Tapi Nyata de Evan Ziporyn, Kekembangan de Nyoman Windha y Evan Ziporyn
Presentado por Gamelan Sekar Jaya

## Obras

### Obras para clarinete / clarinete bajo
- Notes to Self (2010) 15' – solo clarinete bajo
- Hive (2007) 17' cuarteto de clarinete – 2 clarinetes, 2 clarinetes bajos
- Big Grenadilla (2006) 15' – concierto para clarinete bajo y orquesta de cámara
- Drill (2002) 10' – concierto para solo de clarinete bajo con ensamble de viento
- Four Impersonations (1999) 18' – solo clarinete Honshirabe (4:00) Bindu Semara (5:30) Thum Nyatiti (2:30) Pengrangrang Gede (5:30)

- Partial Truths (1999) 17' – solo clarinete bajo
- Tsmindao Ghmerto (1995) 7' – solo clarinete bajo y ensamble de viento
- Tsmindao Ghmerto (1994) 4' – solo clarinete bajo
- Walk the Dog (1990) 25' – clarinete bajo y electrónicos
- Be-In (1990) 9' – clarinete bajo y cuarteto de cuerdas
- What She Saw There (1988) 13' – clarinete bajo (o violonchelo) y dos marimbas
- Waiting By The Phone (1986) 12' – solo clarinete
- Two Obsessions (1980) 15' – solo clarinete

### Obras para gamelán
- Hujan Arja (2012) 12' – Gamelán balinés semara dana (gong kebyar de 7 tonos)
- Lapanbelas (2010) 18' – Gamelán balinés semara dana (gong kebyar de 7 tonos)
- Bali Tiba (from A House in Bali) (2009) 7' – Gamelán balinés gong kebyar
- Bayu Sabda Idep (2007) 27' –  slendro gamelán de cámara y orquesta de cámara de cuerdas
- Cu(Bali)Bre (2007) 3'30" – gender wayang duo
- Sabar Gong (2005) 5' (en colaboración con/Lamine Touré) – Gamelán balinés con batería de Senegal Sabar
- Aradhana (2004) 15' – Gamelán balinés con pipa china
- Ngaben (for Sari Club) (2003) 15' – Gamelán balinés y orquesta
- Kebyar Kebyar (2002) 7' – Gamelán balinés gong kebyar
- Amok! (1996) 32' – seis movimientos para gamelán balinés, contrabajo (o violonchelo), sampler de percusión, sampler de teclado
- Tire Fire (1994) 25' –Gamelán balinés, dos guitarras eléctricas, bajo eléctrico y teclado (o mandolina)
- Aneh Tapi Nyata (1992) 14' – ensamble de cámara y percusión Balinesa
- Kekembangan (1990) 16' (en colaboración con I Nyoman Windha) – cuarteto de saxofón y gamelán balinés
- Night Bus (1990) 12' – gamelán sundanese (para el fetsival de Toronto "Border Crossings" para el club Evergreen)

### Teatro
- A House in Bali (2009) 90' – ópera basada en la memoria de Colin McPhee, para un sexteto (gtr, perc, pno, vln, vc, cb), Gamelán balinese, dos tenores, un soprano, y cuatro actores/bailarines balineses www.houseinbali.org
- Oedipus Rex (2004) 90' – coros griegos y música incidental para la producción del teatro "American Repertory" de la presentación de la tragedia original de Sófocles. Dirigido por Robert Woodruff, Loeb Theater, Cambridge, MA
- ShadowBang (2001) 90' – trabajo completo de teatro para "Balinese dalang" (titiritero de sombra) y "Bang on a Can Allstars".

para el programa multi-artes de Rockefeller para "I Wayan Wija and Bang on a Can Allstars"; estrenado en octubre de 2001 en el auditorio Kresge de MIT , Cambridge, y MassMOCA, North Adams, MA

### Orquesta
- Tabla Concerto: Bombay (2011) 25' – tabla solo, cuerdas y percusión

para "Meet the Composer"
- Hard Drive (2007) 18' – orquesta con guitarra eléctrica
- Bayu Sabda Idep (2007) 27' – orquesta de cámara para cuerdas con gamelán
- Big Grenadilla (2006) 15' – orquesta y clarinete bajo
- War Chant (2004) 15' – orquesta con estilo hawaiano y guitarra con brazo de acero

para "Boston Modern Orchestra Project"
- Ngaben (para Sari Club) (2003) 15' – orquesta con gamelán

para el conservatorio de Nueva Inglaterra; estreno mundial Jordan Hall, Boston, 12 de marzo de 2003 para Gamelán Galak Tika y la sinfonía NEC , Dante Anzolini, conductor
- Frog's Eye (2002) 13' – orquesta de cámara

para la orquesta Pro Arte de Boston, Isiaiah Jackson,conductor, octubre de 2002
- Filling Station (1986) 12' – orquesta, estrenado en la sinfonía UC Berkeley, EZ conductor, octubre de 1986
- Pleasureville, Pain City (1985) 6' – para la sinfonía UC Berkeley, John Sackett, conductor, febrero de 1985

### Ensamble de viento
The Ornate Zither and the Nomad Flute (2005) 15' – solo soprano y ensamble de viento estrenado en marzo de 2005 para Anne Harley en el MIT ensamble de viento, Fred Harris, director para Richard Nordlof.
- Drill (2002) 10' – concierto para clarinete bajo con ensamble de viento

para EZ y MIT ensamble de viento, Fred Harris, director
- Tsmindao Ghmerto (1995) 7' – para solo de clarinete bajo y ensamble de viento

commissioned and premiered by Nederlands Blazers, New Years Day 1996
- Houtman's Men in Buleleng (1996) 15'

para Orkest de Volharding,estrenado en Ijsbreker, Ámsterdam

### Música de cámara

#### Ensambles Standards
- Where Was I? (2008) 25' – violonchelo, piano, percusión
- Hive (2007) 17' – cuarteto de clarinete – 2 clarinetes, 2 clarinetes bajos
- Speak, At-man! (2006) 10' – flauta alta y piano
- Breathing Space (2003) 20' – 3 movimientos para cuarteto de cuerdas

para Ethel, Miller Theater, Nueva York, abril de 2003
- Typical Music (2000) 30' – three movements for piano trio

para Readers Digest/Meet the Composer y el centro de artes de Sun Valley para el trío Arden, estrenado por Ketchum, ID, enero de 2001
- Melody Competition (1999, rev. 2000) 21' – para sexteto de percusión

para "red fishblue fish", directos Steven Schick; UCSD, La Jolla, CA, mayo de 1999
- Dreams of a Dominant Culture (1997) 20' – para flauta, clarinete, percusión, piano eléctrico, violín, violonchelo

para Boston Música Viva, Richard Pittman, conductor; Longy School, Cambridge, octubre de 1997
- Eel Bone (1996) 13' – cuarteto de cuerdas

para cuarteto Kronos, San Francisco, mayo de 1996
- Kebyar Maya (1995) 14' – octeto de violonchelo

para el programa multi-artes de Rockefeller para Maya Beiser
- Be-In (1991) 11' – múltiples versiones: cuarteto de cuerdas y clarinete bajo/fagot/contrabajo, clarinete, mandolín, violonchelo, piano eléctrico, contrabajo, y percusión
- Bossa Nova para quinteto de metales (1991) 3' – para la inauguración del presidente Charles Vest de MIT.
- Dog Dream (1990) 12' – flauta, clarinete, percusión, piano, violín, violonchelo, guitarra eléctrica

para California EAR Unit, LA County Museum
- diez cuartetos de cuerda (1979) 10'

#### Ensambles no-standards
- Sulvasutra (2006) 18' – cuarteto de cuerdas, pipa, y tabla

para "the Silk Road Project"
- Belle Labs (2006) 20' – violín, clarinete, y xilófono robótico

para Ensamble Robot y Museo de ciencia de Boston, estrenado el 25 de enero de 2005 por Evan Ziporyn y Todd Reynolds
- Thread (2005) 25' – clarinete, flauta baja y alta, violín y violonchelo

para Dinosaur Annex, Cambridge, MA junio de 2005
- No Return (2002) 30' – 4 movimientos para violín, clarinete, y sonidos del Río Salmón

para Sun Valley Centro para las artes y estrenado por Todd Reynolds y Evan Ziporyn, Ketchum, ID, enero de 2003
- More Songs About Telephones and Dogs (2002) 20' – 4 movimientos para ensambles mezclados – 'Iris in Furs' 'Jubilee of Indifference' '...no messages...' 'Dog Heaven'

para The Kitchen for Kitchen House Blend, estrenado en diciembre del 2002
- Tight Fitting Garments 15' – violín y clarinete: "It Is And It Isn't," "Illusions of Purity," "Jubilee of Indifference"
- Serenity Now (1998) 5'

para "Chamber Music Conference of the East, Bennington, VT"
- Pay Phone (1993) – violín, viola, guitarra eléctrica, clarinete bajo, teclado para la filarmónica de Michael Gordon
- Esto House (1993) 10' – violín, viola, guitarra eléctrica, clarinete bajo, teclado para la filarmónica de Michael Gordon Philharmonic
- Tree Frog (1990) 25' – clarinete bajo, saxofón barítono, trombón, percusión, teclado, violín; para el festival Toronto Border Crossings, estrenado en la galería de música de Toronto en mayo de 1990
- Twine (1985) 12' – 3 movimientos para soprano, dos saxofones, clarinete bajo, violín, viola, percusión
- LUVTime (1984) 15' – 3 movimientos para clarinete bajo, saxofón barítono, trombón, percusión, piano

### Trabajos para uno

#### Solo piano
- In Bounds (2004)
- Pondok (2000) 21'

4 movimientos – 'Fragrant Forest' (4:30), 'Tree Trunk' (3:45), 'Ginoman' (2:00), 'Gebyog (Husk)' (10:00)
para Sarah Cahill
- Fractal-Head (1987) 15'
- Some Coal, 10 movimientos (1985) 30'
- The Water's Fine (1983) 30' – estrenado por Michael Orland
- Weltscenen (1981) 20' – estrenado por Christopher Oldfather

#### Piezas para solo de otros instrumentos
- Hval (2007) – solo de bajo, por Robert Black
- Current Rate (1999) 15' – solo pipa china y disco pregrabado (o dos pipas), encargado por Wu Man en Bang
- Kebyar Maya (1995) 14' – solo violonchelo y disco pregrabado, encargado por Rockefeller Multi-Arts Program para Maya Beiser
- Studies in Normative Behaviour, Vol 1 (1991) 10' – solo de percusión, para Daniel J. Tunick
- The Motions (1990) 9' – solo viola, interpretado por John Lad
- China Spring (1991) 15' – para oboe y piano, para Peter Cooper y Evan Ziporyn

### Partituras musicales publicadas
- Schott EAM
- Airplane Ears Music

- Datos: Q1379688